# Fains-la-Folie
Fains-la-Folie är en kommun i departementet Eure-et-Loir i regionen Centre-Val de Loire strax norr om centrala Frankrike. Kommunen ligger i kantonen Voves som tillhör arrondissementet Chartres. År 2018 hade Fains-la-Folie 342 invånare.

## Befolkningsutveckling
Antalet invånare i kommunen Fains-la-Folie
Referens:INSEE